# كاميرون براون
كاميرون براون (بالإنجليزية: Cameron Brown)‏ هو عازف جاز أمريكي، ولد في 21 ديسمبر 1945 في ديترويت في الولايات المتحدة.

## وصلات خارجية
- كاميرون براون على موقع ميوزك برينز (الإنجليزية)
- كاميرون براون على موقع أول ميوزيك (الإنجليزية)
- كاميرون براون على موقع ديسكوغز (الإنجليزية)